# Бруклин (филм)
Вижте пояснителната страница за други значения на Бруклин.
„Бруклин“ (на английски: Brooklyn) е романтичен драматичен филм от 2015 г. на режисьора Джон Кроули. Сценарият, написан от Ник Хорнби, е базиран на едноименния роман от 2009 г. на Колм Тойбин. Премиерата е на 26 януари 2015 г. на кинофестивала Сънданс, а по кината във Великобритания и Ирландия филмът излиза на 6 ноември 2015 г.

## Актьорски състав
| Актьор            | Роля                                            |
| ----------------- | ----------------------------------------------- |
| Сърша Ронан       | Ейлис Лейси – млада емигрантка от Ирландия      |
| Емори Коен        | Тони Фиорело – съпругът на Лейси                |
| Донал Глийсън     | Джим Фарел – богат ирландец, който ухажва Лейси |
| Джим Броудбент    | свети отец Флад                                 |
| Джули Уолтърс     | мисис Киоу – управител на универсалния магазин  |
| Фиона Гласкот     | Роуз Лейси – сестра на Лейси                    |
| Джейн Бренън      | Мери Лейси – майка на Лейси                     |
| Джесика Паре      | мис Фонтини                                     |
| Ив Маклин         | Даяна                                           |
| Брид Бренън       | мис Кели                                        |
| Нора-Джейн Нуун   | Шийла                                           |
| Джен Мъри         | Долорес                                         |
| Ева Бъртистъл     | Джорджина                                       |
| Майкъл Зеген      | Маурицио                                        |
| Емили Бет Рикардс | Пати Макгуайър                                  |

## Награди и номинации
| Категория                              | Номиниран(и)                | Резултат                    |
| Оскар (28 февруари 2016 г.)            | Оскар (28 февруари 2016 г.) | Оскар (28 февруари 2016 г.) |
| -------------------------------------- | --------------------------- | --------------------------- |
| Най-добър филм                         | Най-добър филм              | номинация                   |
| Най-добър адаптиран сценарий           | Ник Хорнби                  | номинация                   |
| Най-добра женска роля                  | Сърша Ронан                 | номинация                   |
| Награда на БАФТА (14 февруари 2016 г.) |                             |                             |
| Най-добър британски филм               | Най-добър британски филм    | награда                     |
| Най-добри костюми                      | Най-добри костюми           | номинация                   |
| Най-добър грим и прически              | Най-добър грим и прически   | номинация                   |
| Най-добър адаптиран сценарий           | Ник Хорнби                  | номинация                   |
| Най-добра актриса в главна роля        | Сърша Ронан                 | номинация                   |
| Най-добра актриса в поддържаща роля    | Джули Уолтърс               | номинация                   |
| Златен глобус (10 януари 2016 г.)      |                             |                             |
| Най-добра актриса в драматичен филм    | Сърша Ронан                 | номинация                   |
| Сателит (21 февруари 2016 г.)          |                             |                             |
| Най-добра актриса                      | Сърша Ронан                 | награда                     |
| Най-добър филм                         | Най-добър филм              | номинация                   |